# Kyknos (Lebensmittelhersteller)
Kyknos (Eigenschreibweise: KYKNOS, von gr. κύκνος kyknos ‚Schwan‘) ist die älteste griechische Konservenfabrik, gegründet 1915 in Nafplio. Kyknos produziert Tomatenmark, Püree, Ketchup und Tomatensauce. Es ist eine der größten Tomatenmarkmarken des Landes und Lieferant von Tomatenmark für viele Marken in der ganzen Welt.
Im Jahr 2002 wurden die Produktions- und Vertriebszentren des Unternehmens in das Dorf Savalia in Elis verlagert.

## Geschichte
Das Unternehmen wurde 1915 von Michail und Kostas Manousakis gegründet. Kostas’ Sohn Dimitris entwickelte 1928 ein Konzentrationsverfahren für Tomatenmark, das der Firma den Durchbruch auf dem griechischen Markt ermöglichte. Bis heute werden ausschließlich verschiedene Tomatenprodukte hergestellt.
Die Expansion großer Lebensmittelkonzerne mit flexiblerer Fertigung und größerem Sortiment sowie das Festhalten an alten Produktionsformen hat die Firma von einem lokalen Großanbieter zu einem traditionellen Nischenanbieter gemacht. Selbst die Verpackung in zweifarbig bedruckten Riffelblechdosen ist seit den 1920er Jahren nahezu unverändert.